# La Fabrique des lendemains
La Fabrique des lendemains est un recueil de nouvelles de science-fiction écrites par Rich Larson et publié en français par les éditions Le Bélial' en 2020.
Le recueil reçoit le grand prix de l'Imaginaire du meilleur recueil de nouvelles étrangères 2021.
L'ouvrage contient vingt-huit nouvelles, dont plusieurs se déroulent en Afrique.

## Liste et résumés des nouvelles

### Indolore
- Titre original : « Painless ».
- Situation dans le recueil : pages 17 à 34.
- Résumé : La nouvelle évoque la vie d'un être génétiquement modifié, prénommé « Mars », dont le corps a d'étranges pouvoirs d'autorégénération. Sont évoqués son enfance, son adolescence, sa vie adulte. Il devient un mercenaire et assassin. Un jour, il rencontre une partie de lui-même qui avait été projetée au loin lors d'un combat. Cette partie s'est autorégénérée et a été faite prisonnière. Il libère son alter ego : la vie de Mars ne sera plus jamais la même.

### Circuits
- Titre original : « Circuits ».
- Situation dans le recueil : pages 37 à 48.
- Résumé : Alors que la planète est dépeuplée en raison d'un terrible virus qui a décimé la population, une intelligence artificielle, prénommée « Mu » et chargée de conduire un train, tente de trouver sa propre liberté et de se libérer de ce voyage devenu absurde, inutile et sans fin.

### Chute de données
- Titre original : « Datafall ».
- Situation dans le recueil : pages 51 à 54.
- Remarque : micronouvelle.

### Toutes ces merdes de robots
- Titre original : « All That Robot Shit ».
- Situation dans le recueil : pages 57 à 73.
- Prix : prix Asimov (prix des lecteurs), meilleure nouvelle courte, 2017.
- Résumé : Un navire a coulé. Un homme et des robots ont trouvé refuge sur une île. L'homme souhaite quitter l'île à bord d'un bateau de fortune confectionné avec des branchages et des lianes. Pour leur part les robots ont développé une vie communautaire. Le robot Sculpteur-Sept est devenu l'ami de l'homme, qui lui propose un marché : en échange d'une aide physique pour terminer son bateau, il réparera Porteuse-Trois, une robot dont Sculpteur-Sept était tombé amoureux.

### Carnivores
- Titre original : « Carnivores ».
- Situation dans le recueil : pages 75 à 97.
- Résumé : Finch est un hybride, rare survivant d'un laboratoire de biologie génétique de Bangkok : l'ADN humain a été mélangé à de l'ADN de Néandertal. Aidé par Blake, il est embauché dans une entreprise de restauration qui propose de la viande à ses clients. Or ce que tout le monde ignore, c'est que cette viande provient d'êtres hybrides. Finch et Blake décident d'examiner en secret les chambres froides de la société afin de faire chanter la propriétaire, Mme Holly Carrow. Alors qu'ils inspectent les lieux, ils sont surpris par le chef de la sécurité, Vick…

### Un soirée en compagnie de Severyn Grimes
- Titre original : « An Evening with Severyn Grimes ».
- Situation dans le recueil : pages 99 à 125.
- Résumé : Finch, l'hybride, est devenu garde du corps du milliardaire Severyn Grimes[1]. Girasol Fletcher, mère de Blake dont le corps a été « loué » par Grimes, s'empare de la voiture du milliardaire afin de le livrer à un groupuscule extrémiste religieux.

### L'Usine à sommeil
- Titre original : « Sleep Factory ».
- Situation dans le recueil : pages 127 à 135.
- Résumé : Abdulaye et Safi travaillent dans une entreprise qui permet aux gens de s'offrir des rêves choisis. Mais il y a eu des accidents : certaines personnes ne se sont pas réveillées.

### Porque el girasol se llama el girasol
- Titre original : « Porque el Girasol Se Llama el Girasol » (« Parce que le tournesol s'appelle le tournesol »).
- Situation dans le recueil : pages 137 à 154.
- Résumé : Une mère et sa fille sont prêtes à tout pour passer la frontière : « le Mur ». Elles recourent aux services d'un passeur.

### Surenchère
- Titre original : « Bidding War ».
- Situation dans le recueil : pages 155 à 168.
- Résumé :
  - Intrigue : Afin de tenter de « reconquérir » Rocio, sa petite amie qui l'a quitté récemment, Wyatt souhaite acheter, sur un site de vente avec enchères, « une flûte pentatonique taillée dans un fémur d'enfant » afin de l'offrir à Rocio en même temps qu'une lettre d'excuses et de proposition de poursuite de leur relation. Wyatt est en compétition avec un autre acquéreur potentiel : les deux enchérisseurs font progressivement monter le prix de vente de la flûte. À la suite d'une distraction, Wyatt se fait doubler par son concurrent qui remporte l’enchère. Wyatt décide de se rendre directement chez le vendeur, qui habite à 500 kilomètres de lui, afin de lui proposer directement une enchère supérieure. Après plusieurs heures de route, il arrive au domicile du vendeur de la flûte.
  - Chute de la nouvelle : Surprise : le vendeur est une vendeuse et n'est autre que Rocio ! La rencontre entre eux est un vrai calvaire pour Wyatt, qui découvre que Rocio n'a absolument pas envie de renouer avec lui. Il achète néanmoins la flûte pentatonique à la jeune femme. Que va-t-il faire de cet objet dont il n'a finalement plus besoin ? Tout simplement la revendre à l'autre enchérisseur qu'il a doublé mais qui sera heureux d'acquérir le flûte au prix fixé initialement.

### Don Juan 2.0
- Titre original : « Don Juan 2.0 ».
- Situation dans le recueil : pages 169 à 180.
- Résumé :
  - Intrigue : Jack utilise le logiciel « Don Juan 2.0 » pour draguer les femmes. Le logiciel, implanté dans le cerveau par le biais d'une puce électronique, prend en charge les gestes et postures ainsi que les réparties plus ou moins pertinentes ou humoristiques de Jack. Un jour, Jack fait la connaissance d'Alice Fenderi, une femme ravissante dont il tombe sous le charme. La conversation s'engage et Jack est aidé par Don Juan 2.0. Il revoit Alice une deuxième fois puis une troisième fois. Tout semble marcher à merveille et il semble bien qu'une idylle pluisse se nouer à court terme entre eux.
  - Chute de la nouvelle : C'est Alors qu'Alice lui révèle la vérité : elle est une androïde de la société Fenderi, en cours de « test bêta ». L'androïde est programmé pour séduire des hommes dont le profil est celui de Jack (célibataire, la quarantaine, etc.). Elle lui annonce qu'il est libre de laisser tomber ici et maintenant la relation amicale qu'ils ont nouée ou au contraire de la poursuivre. Estomaqué, Jack ne sait que décider.

### La Brute
- Titre original : « Brute ».
- Situation dans le recueil : pages 181 à 198.
- Résumé :
  - Associés, Anton et Hume sont des « récupérateurs » : ils repêchent dans les mers et océans des objets perdus ou ayant coulé. Là, ils viennent de récupérer une caisse. L'ouvrant, ils découvrent qu'elle contient une sorte de morceau de viande placé dans un mécanisme de protection. Cette entité, peut-être un animal génétiquement modifié, s'agrippe à Anton et se lie à lui avec de minuscules filaments. Au bout de quelques jours, Anton et « la Brute » (surnom donné à l'animal) entrent dans une sorte de symbiose.
  - Anton acquiert une force qu'il n'avait jamais eue auparavant ; ses réflexes sont plus rapides et plus percutants. Anton comprend bien qu'il risque de perdre son indépendance et que la Brute risque de s'emparer totalement de lui. Il demande à Hume d'endormir la Brute avec de l'azote liquide et de la détacher de son corps. Hume y parvient, non sans causer de grandes souffrances à Anton, tant la chair de l'humain et celle de son hôte involontaire sont intimement liées. Les deux hommes décident de se débarrasser de la Brute. Mais quelques secondes avant la destruction de l’entité, celle-ci parvient à s'agripper au bras de Hume, dont elle prend immédiatement le contrôle. Contrôlé par la Brute, Hume tue son associé. La Brute va pouvoir continuer à vivre, et sans doute à se multiplier.
- Article connexe : Marionnettes humaines, de Robert A. Heinlein (1951).

### Tu peux me surveiller mes affaires?
- Titre original : Can You Watch My Stuff ?.
- Situation dans le recueil : pages 199 à 208.
- Remarque : la nouvelle cite l'encyclopédie Wikipédia (page 202)[2].
- Résumé : Le narrateur sirote un café dans un bar. Une jeune femme lui demandant de surveiller ses affaires tandis qu'elle se rend aux toilettes, le jeune homme accepte. Peu après, une sorte de monstre s'échappe et sème le carnage dans le bar. Alors qu'il va être déchiqueté par le monstre, l'intervention de deux personnes, toutes de noir vêtues, permet de maîtriser le monstre. Les souvenirs du narrateur sont effacés en grande partie ; il ne se souvient que de vagues réminiscences semblables à un cauchemar qu'il aurait fait.
- Article connexe : Men in Black (univers de fiction).

### Rentrer par tes propres moyens
- Titre original : « Your Own Way Back ».
- Situation dans le recueil : pages 209 à 222.
- Résumé :
  - Elliot, 12 ans, est sollicité par sa mère pour héberger, pendant trois mois, l'esprit de son père (grand-père maternel d'Elliot). En effet, il est prévu que l'esprit du grand-père soit incarné dans trois mois dans un corps de remplacement : durant ce temps, plutôt que laisser l’esprit du grand-père dans l'ordinateur de stockage, autant le faire sortir et le mettre dans le cerveau d'Elliot. Elliot accepte.
  - Au début plutôt effrayé et réticent, Elliot constate que l'esprit du grand-père ne l'ennuie guère et qu'au contraire ses conseils se révèlent souvent pertinents. Lorsqu'arrive la fin de l'été, il apparaît que l'incarnation de l'esprit du grand-père dans un corps se révèle plus onéreux que prévu : la mère d'Elliot a des difficultés pour réunir la somme demandée par l'entreprise. Le grand-père décide de se suicider, d'autant plus que son épouse (la grand-mère d'Elliot) avait refusé de faire copier son esprit et de se faire réincarner, estimant que son temps sur Terre était fini. Elliot et l'esprit du grand-père partent nager. En plein milieux du lac, Elliot retire la puce implantée dans son crâne et la jette dans l'eau. Le grand-père est mort. Elliot parvient à « rentrer par ses propres moyens » à la maison.

### De viande, de sel et d'étincelles
- Titre original : « Meat and Salt and Sparks », Tor.com, 6 juin 2018.
- Situation dans le recueil : pages 223 à 248.
- Résumé : Huxley et Ku sont deux policiers chargés d'enquêter sur le meurtre de l'homme d'affaires Nelson J. Huang. Or Ku est une chimpanzée femelle qui a acquis l'intelligence à la suite d'expériences sur des chimpanzés menées par Nelson Huang. Les recherches de Ku la mènent vers un dénommé « Bébé », qui fut aussi l'objet de recherches menées par Nelson J. Huang…

### Six mois d'océan
- Titre original : « Six Month Ocean », Daily Science Fiction, septembre 2015.
- Situation dans le recueil : pages 249 à 256.
- Résumé : Cassie a « loué » son corps pendant six mois. À la fin du contrat de location, elle retrouve Noel Pierce, avec qui elle avait noué une relation sentimentale avant la location. Mais pendant ces six mois, Noel a rencontré une autre femme. Pour Cassie, la période de six mois n'a duré que l'espace d'un instant mais elle se découvre désormais célibataire.

### L'Homme vert s'en vient
- Titre original : « The Green Man Cometh ».
- Situation dans le recueil : pages 257 à 298.
- Résumé :

### En cas de désastre sur la Lune
- Titre original :
- Situation dans le recueil : pages 299 à 316.
- Prix : prix Asimov (prix des lecteurs), meilleure nouvelle courte, 2019.
- Résumé :

### Il y avait des oliviers
- Titre original :
- Situation dans le recueil : pages 317 à 344.
- Résumé :

### Veille de Contagion à la Maison Noctambule
- Titre original :
- Situation dans le recueil : pages 345 à 372.
- Résumé :

### Innombrables Lueurs Scintillantes
- Titre original :
- Situation dans le recueil : pages 373 à 398.
- Résumé :

### Un rhume de tête
- Titre original : « Facebug ».
- Situation dans le recueil : pages 399 à 406.
- Résumé : Ce matin là, quand Vince se réveille, il voit tout de suite qu'il a attrapé un « rhume de tête » : toutes les personnes qu'il voit, à commencer par sa femme et ses enfants, ont le même visage que lui ! Il voit la tête des autres comme s'il se voyait dans un miroir. Or justement, c'est aujourd'hui qu'il doit présenter le bilan trimestriel des ventes devant le comité directeur de l’entreprise, en présence du grand patron. Croiser les gens dans le métro est difficile (ils ont tous sa tête), comme côtoyer ses collègues de bureau. La réunion tant redoutée arrive. Le patron ouvre la séance mais s'effondre soudain, terrassé par une crise cardiaque. En rentrant à la maison le soir, Vince relate l'incident dramatique à son épouse. Il lui révèle que ce n'est pas tant la mort de son patron qui le préoccupe, mais le fait qu'en voyant quelqu'un ayant le même visage que lui mourir d'une crise cardiaque, il s'est vu mourir… et qu'il n'en a pas été choqué outre mesure.
- Remarque : le titre français est basé sur l'homophonie avec le rhume de cerveau.

### La jouer endo
- Titre original : « Going Endo ».
- Situation dans le recueil : pages 407 à 418.
- Résumé :
  - Intrigue : Dans ce monde futur, le génie génétique est parvenu à créer des êtres biologiques spéciaux, plus gros que des baleines, destinés à la lutte contre les contrebandiers spatiaux qui hantent le Nuage de Oort. Ces êtres biologiques sont des « exos », car capables de vivre sans air et dans le froid absolu de l'espace. Ils sont accompagnés dans leurs missions d'observation et de combat par des humains (les « endos ») qui, à l'intérieur des corps des exos, les aident à se mouvoir, à détecter les cibles et à bien les viser. Quand le récit commence, le narrateur explique que Puck est une exo accompagnée de l’endo Céna. Puck revient d'une mission au cours de laquelle elle a été blessée. Le narrateur, spécialisé dans la guérison et la remise en état des exos, s'occupe de Puck le mieux qu'il peut. Une nuit, alors qu'il va rendre visite dans le bassin où est soignée Puck, le narrateur est « courtisé » par Puck, qui l'invite à pénétrer entièrement dans son corps comme le ferait un endo. Elle lui propose de « la jouer endo ». Le narrateur accepte et vit une expérience d'ordre érotique inédite.
  - Chute de la nouvelle : Mais voilà que surgit l'endo Cina, venue rendre visite à sa collègue exo. Elle est surprise de rencontrer le narrateur en ce lieu. Que faire ? Il lui propose d'entrer à deux dans le corps de Puck, ce qui sera sans doute une innovation à laquelle personne jusqu'à présent ne s'était livré.

### On le rend viral
- Titre original :
- Situation dans le recueil : pages 419 à 436.
- Résumé :

### J'ai choisi l'astéroïde pour t'enterrer
- Titre original : « I Went to the Asteroid to Bury You ».
- Situation dans le recueil : pages 437 à 442.
- Résumé : le texte est un poème qui évoque un astronaute souhaitant enterrer sa femme sur un astéroïde. Mais l'astéroïde comprend plus de poussière stellaire que de sol dur, si bien que l’astronaute a du mal pour inhumer l'épouse.

### Corrigé
- Titre original : « Edited ».
- Situation dans le recueil : pages 443 à 454.
- Résumé : Depuis que Wyatt a été « corrigé », ses deux meilleurs amis (Dray et le narrateur) ne le reconnaissent plus. En particulier, le narrateur souffre de constater que Wyatt, avec qui il avait noué une liaison de nature homosexuelle, est devenu hétérosexuel et le délaisse sentimentalement pour courir les filles. S'en ouvrant auprès de Wyatt, ce dernier réplique qu'être hétérosexuel est « bien plus simple » et suggère au narrateur de se faire à son tour « corriger ».

### Si ça se trouve, certaines de ces étoiles ont déjà disparu
- Titre original : « Some of These Stars Might Already Be Gone ».
- Situation dans le recueil : pages 455 à 460.
- Remarque : micronouvelle.
- Résumé : Tyus et Béa ont une relation sentimentale depuis plusieurs mois. Comme beaucoup d'autres couples, ils enregistrent leurs meilleurs souvenirs sur un site nommé « Freezefeel » et, de temps en temps, « rembobinent » des souvenirs pour se souvenir de certains des merveilleux moments passés ensemble. Ce jour-là Béa ne semble pas dans son assiette. Tyus lui propose un rembobinage d'un souvenir commun : ils s'étaient rendus dans un endroit reculé et y avaient regardé les constellations du ciel en se faisant la remarque que, « si ça se trouve, certaines de ces étoiles ont déjà disparu ». Avec réticence, Béa accepte. Alors que le visionnage a commencé depuis un certain temps, Tyus jette un coup d'œil hors du masque projetant le film. Béa n'est plus là : elle est partie, elle l'a quitté, elle lui a laissé un message de rupture. Tyus va désormais se retrouver seul avec tous ses souvenirs enregistrés devenus inutiles.

### La Digue
- Titre original : « Seawall ».
- Situation dans le recueil : pages 461 à 470.
- Résumé : Javier et Chelo sont en couple depuis plusieurs mois. Or Chelo vient d'apprendre que Javier l'aurait droguée avec du cupidon, une drogue connue pour favoriser les rapprochements entre les gens, notamment lors de soirées. La jeune femme est mortifiée et demande des explications à son compagnon. Javier reconnaît lui avoir administré une seule fois du cupidon lors de leur première rencontre à l'origine de leur liaison sentimentale, mais jure qu'il ne l'a plus jamais fait par la suite. Il explique les raisons de son geste : il était tombé amoureux d'elle des années auparavant, au lycée, et avait jadis prélevé un cheveu d'elle en cours d'astronomie, ce qui lui avait permis de concocter le breuvage dans lequel il avait versé la drogue. Chelo est partagée : le fait qu'elle soit tombée amoureuse de Javier provient d'elle, ou alors de la drogue ? A-t-elle été manipulée ? Le couple s'explique près d'une digue en cours de construction : Javier annonce à Chelo que si elle le lui demandait, il pourrait se jeter trente mètres plus bas par amour pour elle. Chelo ne le lui demande pas mais quelque chose s'est cassé entre eux, une digue s'est créée entre eux.
- Article connexe : GHB (« drogue du violeur »).

### Faire du manège
- Titre original : « Carouseling ».
- Situation dans le recueil : pages 471 à 488.
- Résumé : Au Kenya, Ostap et Alyce vivent une histoire d'amour depuis plusieurs mois. Ostap est graphiste et Alyce est une scientifique engagée dans un projet relatif à la physique quantique. Après qu'ils viennent de passer ensemble un merveilleux moment, Alyce retourne au laboratoire : une expérience très importante doit avoir lieu tôt le lendemain. Or le laboratoire explose à la suite de l'expérience et l'on ne retrouve aucun corps. Mais peu après, Ostap découvre que l'esprit d'Alyce tente d'entrer en contact avec lui. Ils finissent par échanger des messages en morse et elle lui explique que si elle n'a plus conscience d'avoir de corps, son esprit est toujours là. Les échanges entre Ostap et Alyce sont de brève durée : dès qu'on retrouve les corps des scientifiques tués dans l'explosion du laboratoire, l'esprit d'Alyce commence à se dissoudre puis à disparaître. Ostap a juste le temps de faire avec elle une dernière danse, la plus belle et la plus intense de sa vie.

## Compléments